# Songbin Lu
Songbin Lu (chiń. 淞滨路站) – stacja początkowa metra w Szanghaju, na linii 3. Zlokalizowana jest pomiędzy stacjami Shuichan Lu oraz Zhanghuabang. Została otwarta 18 grudnia 2006.